# La Guirlande
La Guirlande (ou Les Fleurs enchantées) est un acte de ballet composé par Jean-Philippe Rameau en 1751 sur un livret de Jean-François Marmontel que le compositeur avait connu chez son protecteur, le fermier général La Pouplinière.
Le thème présente des analogies avec celui du Berger fidèle et les noms de deux personnages en sont tirés. Elle se passe en Arcadie, région de Grèce idéalisée et lieu de prédilection de la littérature pastorale de l'époque. Elle est le prétexte à de nombreuses danses d'un charme gracieux et nostalgique comme seul Rameau sait en écrire  : menuet, musette, gavotte, contredanse, etc.
La création eut lieu le 21 septembre 1751 à l'Académie royale de Musique, sans grand succès (Girdlestone, op.cit. p.468). La Guirlande fut la première œuvre de Rameau reprise, au début du XXe siècle (le 22 juin 1903), par la Schola Cantorum sous la direction de Charles Bordes ; ce répertoire avait passé plus d'un siècle d'oubli complet.
Au cours du concert, un spectateur s'écria « Vive Rameau, à bas Gluck ! » phrase resté célèbre après avoir été reprise par Debussy dans son libelle Monsieur Croche, antidilettante.

## L'action

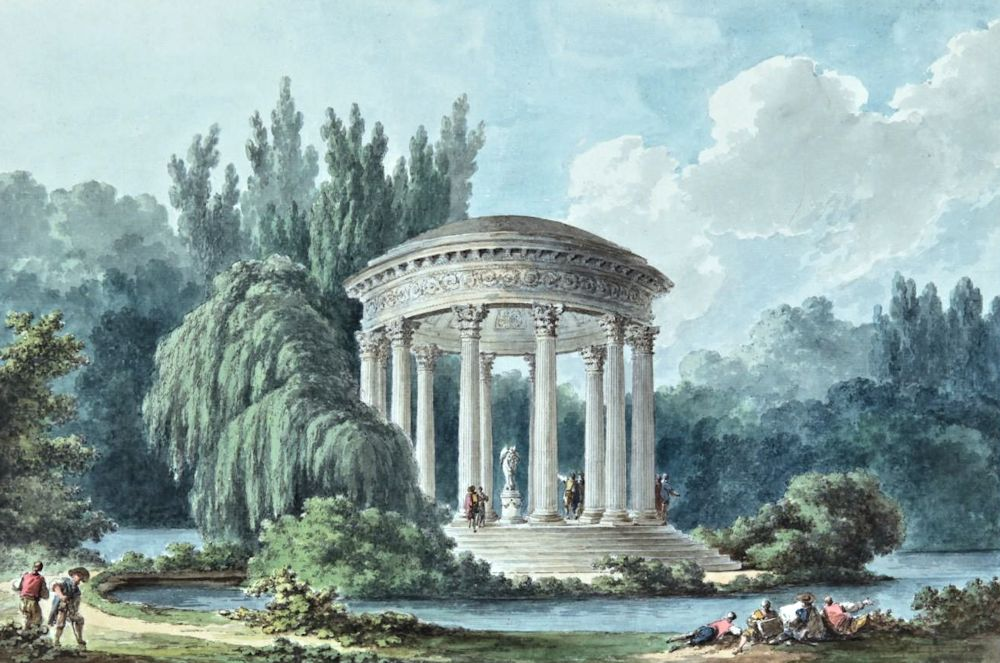
Le Temple de l'Amour

Les amants Zélide et Mirtil ont des guirlandes de fleurs magiques qui ont la propriété de rester fraîches et vertes tant qu'ils restent fidèles l'un à l'autre.
Mais Mirtil courtise Amaryllis et sa guirlande commence à se faner puis se dessèche. Regrettant son infidélité, il dépose sa guirlande sur l'autel de l'Amour dans l'espoir que le Dieu la fera reverdir et refleurir et qu'il lui préservera l'amour de Zélide. Mirtil parti, Zélide trouve sur l'autel la guirlande de son amant et l'échange avec la sienne qui est restée fraîche.
Retournant à l'autel de Cupidon, Mirtil y retrouve une guirlande fraîche, qu'il croit la sienne. Il loue le Dieu et va retrouver Zélide pour trouver celle-ci en possession d'une guirlande fanée. Il se refuse pourtant à admettre que sa bien-aimée ait pu le tromper, lui pardonne alors qu'elle lui apprend le stratagème : elle lui pardonne aussi.
Les guirlandes retrouvent leur fraîcheur, et les deux amants célèbrent leur amour.

## Discographie
- La Guirlande (avec Zéphyre) Les Arts Florissants, William Christie (2 CD Erato, 2001)

## Sources
- Philippe Beaussant (dir.), Rameau de A à Z, Paris, Fayard, mai 1983, 397 p. (ISBN 2-213-01277-6) p. 167
- (en) Cuthbert Girdlestone, Jean-Philippe Rameau : His life and work, New York, Dover Publications, coll. « Dover books on music, music history », 1969, 2e éd. (1re éd. 1957), 631 p. (ISBN 0-486-26200-6, lire en ligne) pp. 467-468